# استیت پرینتینگ
استیت پرینتینگ (انگلیسی: State Printing) شرکت انتشارات و چاپ مجارستانی است، که در سال ۱۸۵۱ تأسیس شد.